# Rhode magnifica
Rhode magnifica là một loài nhện trong họ Dysderidae.
Loài này thuộc chi Rhode. Rhode magnifica được Christa Deeleman-Reinhold miêu tả năm 1978.